# أريستيدي غوارنيري
أريستيدي غوارنيري (بالإيطالية: Aristide Guarneri)، (كريمونا، 7 مارس 1938) ، لاعب كرة قدم إيطالي سابق.
لعب مع منتخب إيطاليا لكرة القدم.

## روابط خارجية
- أريستيدي غوارنيري على موقع الاتحاد الدولي (مؤرشف)  (الإنجليزية)
- أريستيدي غوارنيري على موقع الاتحاد الأوربي (الإنجليزية)
- أريستيدي غوارنيري على موقع قاعدة بيانات كرة القدم.إي يو (الإنجليزية)
- أريستيدي غوارنيري على موقع ناشيونال فوتبول تيمز (الإنجليزية)
- أريستيدي غوارنيري على موقع عالم كرة القدم.نت (الإنجليزية)